# Campeonato Europeu de Patinação Artística no Gelo de 2019
O Campeonato Europeu de Patinação Artística no Gelo de 2019 foi a centésima décima primeira edição do Campeonato Europeu de Patinação Artística no Gelo, um evento anual de patinação artística no gelo organizado pela União Internacional de Patinação (em inglês:  International Skating Union) onde os patinadores artísticos competem pelo título de campeão europeu. A competição foi disputada entre os dias 21 de janeiro e 27 de janeiro, na cidade de Minsk, Bielorrússia.

## Eventos
- Individual masculino
- Individual feminino
- Duplas
- Dança no gelo

## Medalhistas
| Evento                        | Ouro                                             | Prata                                        | Bronze                                           |
| Individual masculino detalhes | Javier Fernández · Espanha                       | Alexander Samarin · Rússia                   | Matteo Rizzo · Itália                            |
| Individual feminino detalhes  | Sofia Samodurova · Rússia                        | Alina Zagitova · Rússia                      | Viveca Lindfors · Finlândia                      |
| Duplas detalhes               | Vanessa James · Morgan Ciprès · França           | Evgenia Tarasova · Vladimir Morozov · Rússia | Aleksandra Boikova · Dmitrii Kozlovskii · Rússia |
| Dança no gelo detalhes        | Gabriella Papadakis · Guillaume Cizeron · França | Alexandra Stepanova · Ivan Bukin · Rússia    | Charlène Guignard · Marco Fabbri · Itália        |

## Resultados

### Individual masculino
| Medalha de ouro                                       | Javier Fernández      | Espanha          | 271.59 | 91.84 (3)  | 179.75 (1)  |
| Medalha de prata                                      | Alexander Samarin     | Rússia           | 269.84 | 91.97 (2)  | 177.87 (2)  |
| Medalha de bronze                                     | Matteo Rizzo          | Itália           | 247.08 | 81.41 (10) | 165.67 (3)  |
| 4                                                     | Kévin Aymoz           | França           | 246.34 | 88.02 (4)  | 158.32 (4)  |
| 5                                                     | Mikhail Kolyada       | Rússia           | 240.87 | 100.49 (1) | 140.38 (11) |
| 6                                                     | Daniel Grassl         | Itália           | 236.70 | 81.69 (9)  | 155.01 (5)  |
| 7                                                     | Michal Březina        | República Tcheca | 234.25 | 83.66 (8)  | 150.59 (6)  |
| 8                                                     | Alexander Majorov     | Suécia           | 225.38 | 79.88 (11) | 145.50 (8)  |
| 9                                                     | Oleksii Bychenko      | Israel           | 220.50 | 84.19 (7)  | 136.31 (13) |
| 10                                                    | Morisi Kvitelashvili  | Geórgia          | 219.79 | 73.04 (15) | 146.75 (7)  |
| 11                                                    | Deniss Vasiļjevs      | Letônia          | 219.50 | 78.87 (12) | 140.63 (10) |
| 12                                                    | Adam Siao Him Fa      | França           | 218.06 | 76.70 (13) | 141.36 (9)  |
| 13                                                    | Daniel Samohin        | Israel           | 217.17 | 86.48 (6)  | 130.69 (14) |
| 14                                                    | Maxim Kovtun          | Rússia           | 216.18 | 87.70 (5)  | 128.48 (16) |
| 15                                                    | Paul Fentz            | Alemanha         | 209.96 | 69.70 (17) | 140.26 (12) |
| 16                                                    | Vladimir Litvintsev   | Azerbaijão       | 204.28 | 73.60 (14) | 130.68 (15) |
| 17                                                    | Aleksandr Selevko     | Estônia          | 195.13 | 69.94 (16) | 125.19 (20) |
| 18                                                    | Sondre Oddvoll Bøe    | Noruega          | 192.01 | 66.03 (20) | 125.98 (18) |
| 19                                                    | Matyáš Bělohradský    | República Tcheca | 191.22 | 67.40 (18) | 123.82 (21) |
| 20                                                    | Luc Maierhofer        | Áustria          | 189.00 | 63.63 (21) | 125.37 (19) |
| 21                                                    | Graham Newberry       | Reino Unido      | 188.62 | 61.33 (22) | 127.29 (17) |
| 22                                                    | Ivan Shmuratko        | Ucrânia          | 178.29 | 67.26 (19) | 111.03 (24) |
| 23                                                    | Irakli Maysuradze     | Geórgia          | 174.43 | 60.89 (24) | 113.54 (22) |
| 24                                                    | Davide Lewton Brain   | Mônaco           | 173.61 | 61.07 (23) | 112.54 (23) |
| Não avançaram para a patinação livre / programa longo |                       |                  |        |            |             |
| 25                                                    | Ihor Reznichenko      | Polônia          | 59.99  | 59.99 (25) |             |
| 26                                                    | Slavik Hayrapetyan    | Armênia          | 59.97  | 59.97 (26) |             |
| 27                                                    | Nikolaj Majorov       | Suécia           | 59.68  | 59.68 (27) |             |
| 28                                                    | Burak Demirboğa       | Turquia          | 56.95  | 56.95 (28) |             |
| 29                                                    | Nicky Obreykov        | Bulgária         | 56.54  | 56.54 (29) |             |
| 30                                                    | Yakau Zenko           | Bielorrússia     | 56.38  | 56.38 (30) |             |
| 31                                                    | Lukas Britschgi       | Suíça            | 55.86  | 55.86 (31) |             |
| 32                                                    | Roman Galay           | Finlândia        | 55.40  | 55.40 (32) |             |
| 33                                                    | Conor Stakelum        | Irlanda          | 55.03  | 55.03 (33) |             |
| 34                                                    | Hector Alonso Serrano | Espanha          | 53.94  | 53.94 (34) |             |
| 35                                                    | Michael Neuman        | Eslováquia       | 53.38  | 53.38 (35) |             |
| 36                                                    | Thomas Kennes         | Países Baixos    | 48.57  | 48.57 (36) |             |
| 37                                                    | Alexander Borovoj     | Hungria          | 46.56  | 46.56 (37) |             |

### Individual feminino
| Medalha de ouro                                       | Sofia Samodurova         | Rússia           | 213.84 | 72.88 (2)  | 140.96 (1)  |
| Medalha de prata                                      | Alina Zagitova           | Rússia           | 198.34 | 75.00 (1)  | 123.34 (4)  |
| Medalha de bronze                                     | Viveca Lindfors          | Finlândia        | 194.40 | 65.61 (4)  | 128.79 (3)  |
| 4                                                     | Stanislava Konstantinova | Rússia           | 189.72 | 56.76 (11) | 132.96 (2)  |
| 5                                                     | Laurine Lecavelier       | França           | 180.05 | 63.29 (6)  | 116.76 (6)  |
| 6                                                     | Alexia Paganini          | Suíça            | 179.90 | 65.64 (3)  | 114.26 (7)  |
| 7                                                     | Maé-Bérénice Méité       | França           | 177.10 | 58.95 (8)  | 118.15 (5)  |
| 8                                                     | Emmi Peltonen            | Finlândia        | 170.03 | 58.06 (10) | 111.97 (8)  |
| 9                                                     | Nicole Rajičová          | Eslováquia       | 169.03 | 64.08 (5)  | 104.95 (12) |
| 10                                                    | Eliška Březinová         | República Tcheca | 166.77 | 55.85 (12) | 110.92 (9)  |
| 11                                                    | Alexandra Feigin         | Bulgária         | 164.20 | 58.80 (9)  | 105.40 (11) |
| 12                                                    | Ekaterina Ryabova        | Azerbaijão       | 163.17 | 59.95 (7)  | 103.22 (13) |
| 13                                                    | Ivett Tóth               | Hungria          | 160.83 | 54.90 (13) | 105.93 (10) |
| 14                                                    | Julia Sauter             | Romênia          | 153.15 | 54.29 (14) | 98.86 (15)  |
| 15                                                    | Yasmine Kimiko Yamada    | Suíça            | 151.12 | 51.21 (18) | 99.91 (14)  |
| 16                                                    | Nicole Schott            | Alemanha         | 149.26 | 50.68 (19) | 98.58 (16)  |
| 17                                                    | Daša Grm                 | Eslovênia        | 147.29 | 53.50 (15) | 93.79 (17)  |
| 18                                                    | Anita Östlund            | Suécia           | 144.66 | 52.76 (17) | 91.90 (18)  |
| 19                                                    | Lucrezia Gennaro         | Itália           | 143.10 | 52.91 (16) | 90.19 (20)  |
| 20                                                    | Natasha Mckay            | Reino Unido      | 140.08 | 48.20 (22) | 91.88 (19)  |
| 21                                                    | Nathalie Weinzierl       | Alemanha         | 134.58 | 46.09 (24) | 88.49 (21)  |
| 22                                                    | Anastasia Galustyan      | Armênia          | 132.63 | 48.38 (21) | 84.25 (22)  |
| 23                                                    | Pernille Sørensen        | Dinamarca        | 131.78 | 50.59 (20) | 81.19 (23)  |
| 24                                                    | Antonina Dubinina        | Sérvia           | 120.25 | 47.20 (23) | 73.05 (24)  |
| Não avançaram para a patinação livre / programa longo |                          |                  |        |            |             |
| 25                                                    | Elżbieta Gabryszak       | Polônia          | 45.77  | 45.77 (25) |             |
| 26                                                    | Sophia Schaller          | Áustria          | 44.20  | 44.20 (26) |             |
| 27                                                    | Gerli Liinamäe           | Estônia          | 44.08  | 44.08 (27) |             |
| 28                                                    | Kyarha van Tiel          | Países Baixos    | 44.00  | 44.00 (28) |             |
| 29                                                    | Lara Naki Gutmann        | Itália           | 43.96  | 43.96 (29) |             |
| 30                                                    | Silvia Hugec             | Eslováquia       | 43.33  | 43.33 (30) |             |
| 31                                                    | Valentina Matos          | Espanha          | 42.86  | 42.86 (31) |             |
| 32                                                    | Paulina Ramanauskaitė    | Lituânia         | 42.31  | 42.31 (32) |             |
| 33                                                    | Camilla Gjersem          | Noruega          | 39.81  | 39.81 (33) |             |
| 34                                                    | Hana Cvijanović          | Croácia          | 38.00  | 38.00 (34) |             |
| 35                                                    | Elizabete Jubkane        | Letônia          | 37.75  | 37.75 (35) |             |
| 36                                                    | Anastasia Gozhva         | Ucrânia          | 35.51  | 35.51 (36) |             |

### Duplas
| Pos.              | Nome                                     | Nacionalidade | Pontos | PC         | PL         |
| ----------------- | ---------------------------------------- | ------------- | ------ | ---------- | ---------- |
| Medalha de ouro   | Vanessa James / Morgan Ciprès            | França        | 225.66 | 76.55 (1)  | 149.11 (1) |
| Medalha de prata  | Evgenia Tarasova / Vladimir Morozov      | Rússia        | 218.82 | 73.90 (2)  | 144.92 (2) |
| Medalha de bronze | Aleksandra Boikova / Dmitrii Kozlovskii  | Rússia        | 205.28 | 72.58 (4)  | 132.70 (3) |
| 4                 | Nicole Della Monica / Matteo Guarise     | Itália        | 205.14 | 73.70 (3)  | 131.44 (4) |
| 5                 | Daria Pavliuchenko / Denis Khodykin      | Rússia        | 185.92 | 65.89 (5)  | 120.03 (6) |
| 6                 | Minerva Fabienne Hase / Nolan Seegert    | Alemanha      | 180.56 | 60.08 (6)  | 120.48 (5) |
| 7                 | Laura Barquero / Aritz Maestu            | Espanha       | 160.16 | 53.89 (9)  | 106.27 (7) |
| 8                 | Lana Petranović / Antonio Souza-Kordeiru | Croácia       | 151.89 | 50.99 (10) | 100.90 (8) |
| 9                 | Rebecca Ghilardi / Filippo Ambrosini     | Itália        | 147.75 | 54.48 (8)  | 93.27 (10) |
| 10                | Zoe Jones / Christopher Boyadji          | Reino Unido   | 138.85 | 45.33 (11) | 93.52 (9)  |
| WD                | Miriam Ziegler / Severin Kiefer          | Áustria       | —      | 57.70 (7)  | — (WD)     |

### Dança no gelo
| Medalha de ouro                  | Gabriella Papadakis / Guillaume Cizeron | França       | 217.98 | 84.79 (1)  | 133.19 (1)  |
| Medalha de prata                 | Alexandra Stepanova / Ivan Bukin        | Rússia       | 206.41 | 81.37 (2)  | 125.04 (2)  |
| Medalha de bronze                | Charlène Guignard / Marco Fabbri        | Itália       | 199.84 | 79.05 (3)  | 120.79 (4)  |
| 4                                | Victoria Sinitsina / Nikita Katsalapov  | Rússia       | 193.95 | 70.24 (5)  | 123.71 (3)  |
| 5                                | Natalia Kaliszek / Maksym Spodyriev     | Polônia      | 185.35 | 72.87 (4)  | 112.48 (5)  |
| 6                                | Lilah Fear / Lewis Gibson               | Reino Unido  | 182.05 | 69.77 (7)  | 112.28 (6)  |
| 7                                | Sara Hurtado / Kirill Khaliavin         | Espanha      | 180.67 | 69.28 (8)  | 111.39 (7)  |
| 8                                | Olivia Smart / Adrián Díaz              | Espanha      | 176.84 | 70.02 (6)  | 106.82 (9)  |
| 9                                | Sofia Evdokimova / Egor Bazin           | Rússia       | 175.62 | 66.65 (11) | 108.97 (8)  |
| 10                               | Marie-Jade Lauriault / Romain Le Gac    | França       | 172.33 | 68.98 (9)  | 103.35 (11) |
| 11                               | Juulia Turkkila / Matthias Versluis     | Finlândia    | 168.34 | 67.18 (10) | 101.16 (12) |
| 12                               | Adelina Galyavieva / Louis Thauron      | França       | 168.02 | 64.62 (13) | 103.40 (10) |
| 13                               | Allison Reed / Saulius Ambrulevičius    | Lituânia     | 164.11 | 64.81 (12) | 99.30 (14)  |
| 14                               | Jasmine Tessari / Francesco Fioretti    | Itália       | 162.94 | 63.12 (15) | 99.82 (13)  |
| 15                               | Shari Koch / Christian Nüchtern         | Alemanha     | 159.81 | 63.45 (14) | 96.36 (15)  |
| 16                               | Darya Popova / Volodymyr Byelikov       | Ucrânia      | 152.01 | 60.01 (16) | 92.00 (17)  |
| 17                               | Robynne Tweedale / Joseph Buckland      | Reino Unido  | 149.66 | 57.38 (18) | 92.28 (16)  |
| 18                               | Anna Kublikova / Yuri Hulitski          | Bielorrússia | 147.51 | 57.08 (19) | 90.43 (18)  |
| 19                               | Anna Yanovskaya / Ádám Lukács           | Hungria      | 147.32 | 58.70 (17) | 88.62 (19)  |
| 20                               | Shira Ichilov / Vadim Davidovich        | Israel       | 142.12 | 54.92 (20) | 87.20 (20)  |
| Não avançaram para a dança livre |                                         |              |        |            |             |
| 21                               | Carolina Moscheni / Andrea Fabbri       | Itália       | 54.20  | 54.20 (21) |             |
| 22                               | Justyna Plutowska / Jérémie Flemin      | Polônia      | 52.08  | 52.08 (22) |             |
| 23                               | Teodora Markova / Simon Daze            | Bulgária     | 52.07  | 52.07 (23) |             |
| 24                               | Victoria Manni / Carlo Röthlisberger    | Suíça        | 50.63  | 50.63 (24) |             |
| 25                               | Katerina Bunina / German Frolov         | Estônia      | 44.82  | 44.82 (25) |             |

## Quadro de medalhas
| Ordem | País      | Medalha de ouro | Medalha de prata | Medalha de bronze |    | Ordem por total |
| ----- | --------- | --------------- | ---------------- | ----------------- | -- | --------------- |
| 1     | França    | 2               |                  |                   | 2  | 2               |
| 2     | Rússia    | 1               | 4                | 1                 | 6  | 1               |
| 3     | Espanha   | 1               |                  |                   | 1  | 4               |
| 4     | Itália    |                 |                  | 2                 | 2  | 2               |
| 5     | Finlândia |                 |                  | 1                 | 1  | 4               |
| TOTAL | TOTAL     | 4               | 4                | 4                 | 12 | —               |